# Asplenium harpeodes
Asplenium harpeodes är en svartbräkenväxtart som beskrevs av Kze. Asplenium harpeodes ingår i släktet Asplenium och familjen Aspleniaceae. Utöver nominatformen finns också underarten A. h. incisum.